# Ancylolomia kuznetzovi
Ancylolomia kuznetzovi là một loài bướm đêm trong họ Crambidae.